# Tiro (Ohio)
Tiro es una villa ubicada en el condado de Crawford en el estado estadounidense de Ohio. En el Censo de 2010 tenía una población de 280 habitantes y una densidad poblacional de 263,04 personas por km².

## Geografía
Tiro se encuentra ubicada en las coordenadas 40°54′23″N 82°46′8″O / 40.90639, -82.76889. Según la Oficina del Censo de los Estados Unidos, Tiro tiene una superficie total de 1.06 km², de la cual 1.06 km² corresponden a tierra firme y (0%) 0 km² es agua.

## Demografía
Según el censo de 2010, había 280 personas residiendo en Tiro. La densidad de población era de 263,04 hab./km². De los 280 habitantes, Tiro estaba compuesto por el 96.79% blancos, el 0.71% eran afroamericanos, el 0% eran amerindios, el 0.71% eran asiáticos, el 0% eran isleños del Pacífico, el 0% eran de otras razas y el 1.79% pertenecían a dos o más razas. Del total de la población el 3.93% eran hispanos o latinos de cualquier raza.